# Yahoo!
Yahoo! (произносится как я́ху, по разным версиям или в честь человекоподобных существ из книги Свифта «Приключения Гулливера»[неоднозначно], или акроним от Yet Another Hierarchical Officious Oracle, с англ. — «Еще один иерархический дружелюбный прорицатель») — американская компания, владевшая второй по популярности (7,57 %) в мире поисковой системой (при этом в США и Канаде в соответствии с соглашением с Майкрософт от 2009 года и по состоянию на 2016 год поиск на сайте Yahoo! осуществляется поисковой системой Bing) и предоставляющая ряд сервисов, объединённых интернет-порталом Yahoo! Directory; портал включает в себя популярный сервис электронной почты Yahoo! Mail, один из старейших и наиболее популярных в Интернете.
Согласно статистике Alexa Internet, в июне-июле 2016 г. Yahoo! — пятый по посещаемости веб-сайт в сети Интернет, и примерно 32 % посещений состоят из просмотра только одной страницы.
13 июня 2017 года была закрыта сделка по продаже Yahoo! компании Verizon Communications.
В мае 2021 года Verizon продал Yahoo! и AOL компании Apollo Global Management, сохранив при этом долю размером в 10 % в предприятии.

## История проекта

### Ранняя история (1994—1996). Происхождение названия
В январе 1994 года аспиранты Стэнфордского университета Дэвид Фило и Джерри Янг создали веб-сайт, который назывался «Путеводитель Джерри по Всемирной паутине». «Путеводитель» представлял собой каталог других сайтов.
В апреле 1994 года сайт был переименован в Yahoo!. Существует две версии происхождения названия. Согласно первой, слово было взято из книги Джонатана Свифта «Путешествия Гулливера» по названию отвратительных человекообразных существ еху — «концентрированного образа природы человека, не облагороженной духовностью». Именно на этой версии настаивают основатели компании.
Согласно второй, Yahoo! — акроним, образованный от фразы «Ещё один иерархический неотёсанный (неофициальный) прорицатель» (англ. Yet Another Hierarchical Officious Oracle). URL сайта был следующим: http://akebono.stanford.edu/yahoo. Однако к тому времени Yahoo уже был зарегистрированной торговой маркой соуса для барбекю, поэтому к названию был добавлен восклицательный знак.
Янг и Фило быстро оценили коммерческий потенциал проекта и 2 марта 1995 года основали корпорацию Yahoo!.

### Период бурного роста (1997—1999)
В конце 90-х годов XX века крупнейшие поисковые системы, такие как MSN, Lycos, Excite и Yahoo! росли с большой скоростью. Для того, чтобы пользователи проводили больше времени на этих порталах, вводится большое количество новых сервисов.
8 марта 1997 года Yahoo! приобретает портал RocketMail — один из первых бесплатных почтовых сервисов. Так появился сервис Yahoo! Mail. Кроме того, Yahoo! приобретает сервисы ClassicGames.com, который становится основой для Yahoo! Games, и eGroups, ставший впоследствии Yahoo! Groups.
Наконец, 21 июля 1999 года Yahoo! вводит сервис для обмена мгновенными сообщениями Yahoo! Messenger.
1 апреля 1999 года компания совершила самую крупную покупку в своей истории, приобретя сервис Broadcast.com за 5,7 млрд долларов.

### Yahoo! в период бума доткомов (2000—2002)
7 февраля 2000 года Yahoo.com подвергся DDoS атаке и на несколько часов приостановил работу. Из других значимых событий периода бума доткомов можно отметить анонсированное СМИ слияние компаний Yahoo! и eBay. И хотя сделка не состоялась, компании договорились о маркетинговом альянсе шестью годами спустя, в 2006 году.

### Yahoo! после бума доткомов (2002—2006)
Yahoo! стала одной из немногих крупных интернет-компаний, выживших после «крушения дот-комов». После выхода из сложившегося кризиса (26 сентября 2001 года курс акций Yahoo! достиг своего исторического минимума — $8,11) Yahoo! взялась за рынок телекоммуникаций.
3 июня 2002 года Yahoo! и Southwestern Bell Corporation запустили на американском рынке национальный dialup-сервис, а 23 августа 2005 года совместно с компанией Verizon Yahoo! запускает общенациональный DSL-сервис.
В конце 2002 года Yahoo! начинает приобретение других поисковых систем — Inktomi, а в 2003 году — Overture services,Inc., AltaVista и AllTheWeb.
18 февраля 2004 года Yahoo! прекращает использование поисковой технологии Google и переходит на свою собственную.
В 2005-2006 годах Yahoo! запустила сервисы Yahoo! Music, Flickr и Yahoo! 360° и приобрёл ряд социальных сервисов — blo.gs, Upcoming.org, del.icio.us и webjay.

### Период спада (2007—2017)
1 февраля 2008 года Компания Microsoft направила акционерам Yahoo! предложение о приобретении за $44,5 млрд.
16 июля 2012 года стало известно, что президентом и CEO стала Марисса Мэйер, являвшаяся первым инженером в компании Google. К 2016 году Yahoo потратил 2,8 млрд долларов на покупку 50 IT компаний, включая Tumblr. В свою заслугу Мэйер ставила рост подразделения «Mavens»: мобильное направление, видео, нативную и социальную рекламу.
В третьем квартале 2015 года Yahoo закрыла Yahoo Screen (производство оригинального видеоконтента, было списано 42 млн долл.), в феврале 2016 года — семь цифровых изданий. Взамен было объявлено о решении сконцентрироваться на четырёх самых сильных сегментах контента компании — новости, спорт, финансы и образ жизни. Чистый убыток компании Yahoo! в первом полугодии 2016 года превысил $530 млн.
24 июля 2016 года совет директоров Yahoo! принял предложение одной из двух крупнейших телекоммуникационных компаний США Verizon Communications о покупке поискового и рекламного бизнесов, а также недвижимых активов Yahoo! за $4,8 млрд в первом квартале 2017 года. Позднее было объявлено, что цена компании будет снижена до 4,48 млрд долл. США из-за утечки данных пользователей, произошедшей в 2013 году в результате хакерской атаки. 13 июня поглощение Yahoo! было завершено, компания вместе с AOL была объединена в дочернее общество Oath Inc. Среди других потенциальных покупателей рассматривались TPG, консорциум Bain Capital, Vista Equity Partners и Рона Левинсохна, YP Holdings (подразделение AT&T) и Berkshire Hathaway.
Посредством покупки Yahoo! и AOL Verizon планировали конкурировать с лидерами рынка цифровой рекламы — Google и Facebook. Гендиректор Yahoo! Марисса Майерс выражала оптимизм по поводу перспектив сделки, особенно в части роста кампании в мобильном сегменте. В 2016 году финансовое положение Yahoo! действительно было хорошим: годовая выручка увеличилась на 4 %, составив 5,17 млрд долларов, а чистый убыток сократился в 20 раз — с 214 млн до 4,36 млн долларов. Однако на рекламном рынке компания показывала падение как в медиа-, так и в поисковой рекламе.

### Утечка данных
Осенью 2016 компания сообщила об утечке личных данных 500 миллионов пользователей, произошедшей в 2014 году. Похищенные данные включали имена пользователей, их электронную переписку, даты рождения, телефонные номера и зашифрованные пароли, а также «незашифрованные секретные вопросы и ответы на них», которые использовались для дополнительной верификации доступа. В Yahoo заявили, что считают, что за взломом стоит правительство некой страны, однако подробностей не привели. В марте 2017 Министерство юстиции США предъявило обвинения по делу о взломе группе хакеров, в числе которых два сотрудника ФСБ России.

### Altaba Inc.
16 июня 2017 г. части первоначальной Yahoo Inc., которые не были приобретены Verizon Communications, были переименованы в Altaba Inc. На веб-сайте Комиссии по ценным бумагам и биржам США новая компания была указана как «недиверсифицированная закрытая конечная управляющая инвестиционная компания». Бывший тикерный символ Yahoo Inc., YHOO, был заменен на AABA. Это произошло в понедельник, 19 июня 2017 года.
Единственный бренд в инвестпакете Yahoo!, принадлежащий Altaba, был её долей в совместном предприятии Yahoo! Japan, которую он продал SoftBank Group в конце 2018 года. 3 апреля 2019 года Altaba объявила в пресс-релизе, что продаст свою долю в Alibaba Group и закроется.
После продажи своей доли в Alibaba Group, Altaba прекратила торги на Nasdaq в конце дня 2 октября 2019 года. Затем она подала свидетельство о роспуске в Делавэре (где находится Альтаба) 4 октября 2019 года.
В 2021 году Verizon продала Yahoo! вместе с другим активом AOL за 5 млрд долларов инвестиционной компании Apollo Global Management. Причина продажи заключалась в том, что её медиаподразделение не смогло достичь целевого показателя выручки в 10 млрд долларов в 2020 году. Yahoo!, будучи лидером цифровой индустрии в 1990-х, когда господствовали стационарные компьютеры, не смогла привлечь достаточной аудитории в эпоху мобильных гаджетов.
В 2023 году Yahoo! объявила о сокращении 1600 сотрудников в рамках реструктуризации рекламного подразделения. Это составило 50 % рекламных работников и 20 % общего числа всего персонала. Также компания сообщила о закрытии двух рекламных платформ — SSP и Gemini и переходе на Taboola.

## Продукты и сервисы

### Yahoo! Почта
В 2004 году компания Yahoo запустила новую версию почтового интерфейса, основанного на AJAX.
С мая 2007 года пользователи Yahoo! Mail получили возможность бесплатно хранить на своём почтовом ящике неограниченное количество писем.
В ноябре 2010 года Yahoo! запустила русскоязычную версию своей почтовой службы — Yahoo! Почта — в рамках начала деятельности на российском рынке.
В декабре 2012 года Yahoo! модернизировала почтовый сервис. Модернизация выразилась в упрощении основных почтовых функций, включая написание писем, а также просмотр сообщений и ответ на них. Корпорация также направила усилия на ускорение работы почты. Также Yahoo! выпустила новое почтовое приложение для смартфонов iPhone на базе мобильной операционной системы iOS от Apple, а также обновила приложение для устройств на Android от Google и запустила программу для новой Windows 8 от Microsoft.
В апреле 2013 года Yahoo! интегрировала почту с популярной «облачной» службой для синхронизации и хранения данных Dropbox, что позволило пользователям отправлять и получать электронные письма с крупными вложенными файлами, превышающими существующий лимит в 25 Мбайт.

## Показатели деятельности
| Год                 | 2001   | 2002  | 2003  | 2004  | 2005  | 2006  | 2007  | 2008  | 2009  | 2010  | 2011  | 2012  | 2013  | 2014  | 2015   |
| ------------------- | ------ | ----- | ----- | ----- | ----- | ----- | ----- | ----- | ----- | ----- | ----- | ----- | ----- | ----- | ------ |
| Оборот              | 0,717  | 0,953 | 1,625 | 3,575 | 5,258 | 6,426 | 6,969 | 7,209 | 6,46  | 6,325 | 4,984 | 4,987 | 4,68  | 4,618 | 4,968  |
| Чистая прибыль      | -0,092 | 0,043 | 0,238 | 0,84  | 1,896 | 0,732 | 0,639 | 0,419 | 0,598 | 1,232 | 1,049 | 3,945 | 1,366 | 7,122 | -4,359 |
| Активы              | 2,379  | 2,79  | 5,932 | 9,187 | 10,83 | 11,51 | 12,23 | 13,69 | 14,94 | 14,93 | 14,78 | 17,1  | 16,8  | 61,7  | 45,2   |
| Собственный капитал | 1,967  | 2,262 | 4,363 | 7,101 | 8,566 | 9,187 | 9,538 | 11,25 | 12,49 | 12,56 | 12,54 | 14,56 | 13,07 | 38,79 | 29,08  |

## Критика
В ноябре 2007 года по инициативе председателя Палаты Конгресса США по иностранным делам Тома Лантоса было проведено слушание, связанное с передачей в 2002 году компанией Yahoo! китайским властям электронной почты диссидентов Ван Сяонина и Ши Тао, приговорённых на основании этих материалов к тюремному заключению. Том Лантос выразил своё глубокое разочарование ответами, которые давали Джерри Янг и генеральный советник Yahoo! Майкл Каллахан. Лантос сказал по этому поводу:
Технически и финансово вы гиганты, но морально карлики.